# Alfredo Di Franco
Alfredo Di Franco (fl. XX secolo) è stato un dirigente sportivo e allenatore di calcio argentino di origine italiana.

## Carriera
Allenatore argentino di origine italiana ed ex direttore tecnico del Racing Avellaneda, Alfredo Di Franco viene chiamato a sedere sulla panchina della Lazio, insieme a Luigi Allemandi, nel febbraio del 1939, in sostituzione dell'ungherese József Viola. La direzione tecnica dell'argentino condusse i biancocelesti al decimo posto finale in campionato.
Di Franco divenne poi direttore sportivo del club romano, per volontà del presidente Remo Zenobi, il quale lo incaricò di visionare nuovi talenti in Argentina; su segnalazione di Di Franco infatti approdarono alla Lazio calciatori come Evaristo Barrera, Enrique Flamini e Silvestro Pisa, seguiti da Alberto Fazio, Salvador Gualtieri ed Anselmo Pisa.
Nel dopoguerra, Di Franco diventa delegato dell'AFA (la federazione calcistica dell'Argentina) in seno alla FIFA.